# 2019 au Liban
Chronologie du Liban
- 2015
- 2016
- 2017
- 2018
- 2019
- 2020
- 2021
- 2022
- 2023

Cet article présente les faits marquants de l'année 2019 au Liban ou concernant ce pays.

## Évènements
- 31 janvier : troisième gouvernement Saad Hariri[1].
- 3 juin : fusillade de Tripoli. Fusillade de masse survenue dans la ville de Tripoli au Liban. À la veille de la fête de l'Aïd el-Fitr en soirée vers 22 h 30, Abdel-Rahman Mabsout, terroriste islamiste, tue dans une fusillade deux militaires, le lieutenant Hassan Ali Farhat et le soldat Ibrahim Mohammad Saleh ainsi que deux membres des Forces de sécurité intérieure (FSI), le sergent Johnny Khalil et le caporal Youssef Faraj[2]. Après ses crimes, Mabsout est poursuivi par les forces de l'ordre et un témoin palestinien Saber Mrad qui est touché de trois balles par le terroriste dont deux à la tête mais en survit[2]. Mabsout se réfugie dans une appartement dans la rue de Dar el-Tawlid où il se fait exploser par une bombe attachée à la ceinture à la suite de l’assaut double des FSI et de l’armée[2].
- 17 octobre : annonce de nouvelles taxes par le gouvernement[1].
- 18 octobre et jours suivants : Manifestations de 2019-2021 au Liban.
- 29 octobre : démission de Saad Hariri[1].
- 19 décembre : Hassan Diab est nommé Premier ministre[1].
- 30 décembre : Carlos Ghosn fuyant la justice japonaise arrive au Liban[1].

## Cinéma
- Un fils (arabe : بيك نعيش, soit Bik Eneich), film tuniso-franco-qataro-libanais, réalisé par Mehdi Barsaoui et sorti en 2019.

## Sport
- Championnat du Liban de football 2018-2019 : c'est Al Ahed Beyrouth qui remporte le championnat cette saison après avoir terminé en tête du classement final. Il s'agit du septième titre de champion du Liban de l'histoire du club.
- Les Championnats d'Asie de VTT 2019 ont lieu du 25 au 28 juillet 2019 à Kfardebian au Liban pour le cross country et la descente[3] et le 27 octobre 2019 à Jakarta en Indonésie pour le cross-country eliminator.